# USS Grayback (SS-208)

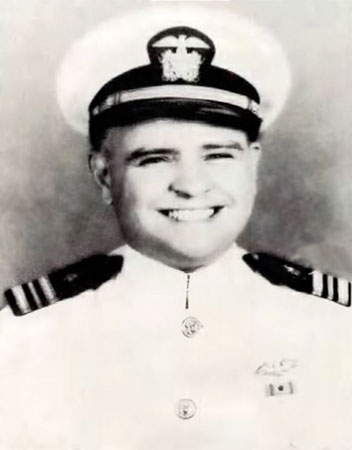
Komandor podporucznik John Anderson Moore - ostatni dowódca USS „Grayback”

USS Grayback (SS-208) – piąty amerykański okręt podwodny z czasów drugiej wojny światowej typu Tambor. 
Był jednym z najskuteczniejszych amerykańskich okrętów podwodnych. W czasie służby, "Grayback" uzyskał 14 potwierdzonych zatopień, o łącznym tonażu 63 835 ton podczas wojny podwodnej na Pacyfiku.

## Służba operacyjna

### Służba na Atlantyku
Okręt wszedł do służby 30 czerwca 1941 i w ramach Floty Atlantyckiej przeprowadził rejs próbny. Następnie w towarzystwie Grampusa (SS-207) opuścił New London, Connecticut 8 września 1941 w celu patrolowania Karaibów i zatoki Chesapeake; następnie przybył do Portsmouth, N.H., 30 listopada w celu remontu.

### Służba na Pacyfiku
Po przystąpieniu USA do wojny Grayback został skierowany na Pacyfik i dotarł do Pearl Harbor 8 lutego.
 I patrol
Pierwszy patrol wojenny od 15 lutego do 10 kwietnia 1942 odbył się wzdłuż wybrzeży Saipan i Guam. Tam 22 lutego został zaatakowany dwoma torpedami przez japoński okręt podwodny, które wymanewrował. Po czterech nerwowych dniach, Grayback pozbył się drugiego okrętu podwodnego i kontynuował patrol. 17 marca zatopił 3,291-tonowy statek towarowy u wybrzeży Port Lloyd na Chichi-jima i powrócił z patrolu.
 II i III patrol
Drugi patrol w dniach 4 maja do 22 czerwca nie zaowocował nowymi zatopieniami i okręt został skierowany do bazy w Fremantle. Trzeci patrol także nie przyniósł sukcesów.
 IV patrol
Pod nowym dowództwem komandora podporucznika Edwarda Clarka Stephana przy zużyciu wszystkich 24 torped udało mu się ciężko uszkodzić frachtowiec Noto Maru (7191 BRT).
 V patrol
Piąty patrol wojenny rozpoczął się, gdy Grayback wypłynął z Australii 7 grudnia 1942. Tydzień po opuszczeniu portu, sanitariusz i farmaceuta Harry B. Roby musiał przeprowadzić skuteczną, nagłą appendektomię. 25 grudnia Grayback wynurzył się na powierzchnię, by zatopić cztery barki desantowe za pomocą dział pokładowych. Cztery dni później został ponownie ostrzelany przez wrogi okręt podwodny, ale wymanewrował wystrzelone torpedy. W dniu 3 stycznia 1943 zaatakował posyłając na dno I-18, jeden z 25 japońskich okrętów podwodnych zatopionych przez okręty podwodne na Pacyfiku (po wojnie nie uzyskano potwierdzenia). 5 stycznia zaangażował się w akcję ratowniczą, podczas której dwaj członkowie załogi wysadzeni na ląd odnaleźli 6 zestrzelonych lotników, których przetransportowano na okręt podwodny. !7 stycznia wykonał nieskuteczny atak na niszczyciel japoński, który następnie zaatakował go bombami głębinowymi. Jedna z nich uszkodziła uszczelnienie włazu i okręt musiał skrócić patrol powracając 23 stycznia do Brisbane.
 VI patrol
Podczas szóstego patrolu nie odnotowano nowych zatopień.
 VII patrol
W trakcie siódmego patrolu, na który wyszedł z Brisbane 25 kwietnia 1943 Grayback przechwycił konwój, którego pozycja została mu przekazana przez USS Albacore (SS-218) 11 maja. W nocnym ataku na powierzchni Grayback wystrzelił sześć torped do siedmiu frachtowców i ich trzech eskortowców. Trzy eskortowce zaatakowały go i okręt musiał zanurzyć się. Przypisuje się mu zatopienie statku Yodogawa Maru o pojemności 6441 BRT. 16 maja storpedował i poważnie uszkodził japoński 1750-tonowy niszczyciel Yugiri. Następnego dnia Grayback przechwycił cztery statki z jednym okrętem eskorty i zatopił frachtowiec England Maru oraz uszkodził dwa inne, zanim został zmuszony do zanurzenia. Zawinął do Pearl Harbor 30 maja, a następnie udał się do San Francisco na gruntowny remont i modernizację, podczas której zamontowano armatę 127 mm, skuteczniejszą od poprzedniej o mniejszym kalibrze.
 VIII patrol
Po powrocie do Pearl Harbor 22 września 1943 i po objęciu dowództwa przez komandora podporucznika Johna Andersona Moorea Grayback 26 września wyruszył na ósmy patrol bojowy w rejon Okinawy w ramach "stada" składającego się z trzech okrętów. Wraz z nim operowały USS Cero (SS-225) i USS Shad (SS-235). W czasie patrolu Grayback zatopił samodzielnie dwa statki: Kozui Maru (7072. BRT) i Awata Maru (7398 BRT), oraz 27 października wspólnie z USS Shad Fuji Maru (9138 BRT) i 10 listopada powrócił do bazy na Midway.
 IX patrol
Podczas tego patrolu na Morzu Wschodniochińskim, na który wypłynął 2 grudnia 1943, 18 grudnia zaatakował konwój czterech japońskich statków w eskorcie trzech okrętów i zatopił frachtowiec Gyokurei Maru (5588 BRT). Spodziewając się dalszego śledzenia jeden japoński niszczyciel pozostał za konwojem, który po wynurzeniu się Graybacka zaatakował go od strony rufy. Moore zanurzył okręt i posłał w kierunku niszczyciela salwę z czterech torped. Trzy z nich trafiły w cel i niszczyciel Numakaze dosłownie wyleciał w powietrze, nie nadając żadnego sygnału do swoich jednostek. 21 grudnia z następnego przechwyconego konwoju zatopił dwa statki. Powracając do bazy po wykorzystaniu wszystkich torped zatopił ogniem artyleryjskim napotkany sampan. Do bazy powrócił 4 stycznia 1944.
 X patrol
Grayback wypłynął z Pearl Harbor 28 stycznia 1944 na Morze Wschodniochińskie z zamiarem patrolowania w Cieśninie Tajwańskiej. 24 lutego Grayback poinformował przez radio, że 19 lutego zatopił dwa statki handlowe w ataku na japoński konwój: Taikei Maru (4739. BRT) i Toishin Maru (1917 BRT), który uratował rozbitków Taikei Maru, a ludzie z obu statków towarowych zostali uratowani przez japoński niszczyciel Harukaze. 24 lutego zaatakował i zatopił duży zbiornikowiec Nampo Maru (10 033 BRT), oraz uszkodził duży transportowiec Asama Maru (16 975 BRT). W dniu 26 lutego 1944 Grayback doznał uszkodzeń, gdy lądowe japońskie samoloty morskie zaatakowały go na Morzu Wschodniochińskim, ale następnego dnia 27 lutego zatopił transportowiec Ceylon Maru (4905 BRT). Zameldował, że pozostały mu tylko dwie torpedy i z tego powodu nakazano mu powrót do bazy, do której nigdy nie powrócił. 27 lutego 1944 japoński samolot patrolujący na trasie powrotu USS Grayback zaatakował okręt podwodny, który po bezpośrednim trafieniu szybko zatonął. Mógł być nim USS Grayback.
USS Grayback otrzymał dwie pochwały dla jednostek marynarki wojennej za siódmy, ósmy, dziewiąty i dziesiąty patrol wojenny, a także osiem Gwiazd Bojowych (Battle star)  Marynarki Wojennej Stanów Zjednoczonych za służbę podczas II wojny światowej.
W 2019 odnaleziono wrak USS Grayback na głębokości ok. 430 m 80 km na południe od Okinawy.